# Eodryas ogasawarana
Eodryas ogasawarana är en insektsart som först beskrevs av Matsumura 1914.  Eodryas ogasawarana ingår i släktet Eodryas och familjen Tropiduchidae. Inga underarter finns listade i Catalogue of Life.